# Людмила Матявкова
Людмила Матявкова (словац. Ľudmila Maťavková; нар. 11 квітня 1998, Хінорани, Чехословаччина) — словацька футболістка, півзахисниця бельгійського клубу «Клуб ІЛА» та національної збірної Словаччини. Виступала в чемпіонаті Чехії у складі «Словацко» та в чемпіонаті Словаччини за братиславський «Слован».

## Життєпис
У 14-річному віці побувала на невдалому перегляді в німецькому клубу «Айнтрахт» (Франкфурт) перебралася до чеського клубу «Словацко», який став для Людмили першим закордонним досвідом. Протягом 3 років грала і продовжувала навчання. Потім на рік повернулася до найкращого словацького клубу «Слована» (Братислава), з якою виграла національний чемпіонат у 2019 році.
Виступала в кваліфікаційному раунді жіночої Ліги чемпіонів УЄФА 2019/20 проти «Ференцвароша», «Спартака» (Суботиця) та «Аненій Ной».
Людмила Матавкова захищала кольори за збірну Словаччини, виступала в кваліфікації чемпіонату світу 2019 року.
У липні 2020 року підписала контракт з «Шарлеруа» і стала першою словацькою футболісткою в бельгійському чемпіонаті. Дебютувала за вище вказану команду 16 липня 2020 року, в якому також відзначилася першим голом в історії жіночої команди «Шарлеруа».
12 липня 2021 року перейшла в інший бельгійський клуб, «Клуб ІЛА».

## Досягнення
- Перший дивізіон Чехії
  -  Бронзовий призер (2): 2017, 2018
- Кубок Чехії
  -  Фіналіст (1): 2018
- Чемпіонат Словаччини
  -  Чемпіон (1): 2019
- Найкращий талант чемпіонату Словаччини (1): 2013